# C'eravamo tanto sbagliati
C'eravamo tanto sbagliati è un singolo del gruppo musicale italiano Lo Stato Sociale, pubblicato il 14 aprile 2014 come primo estratto dall'album L'Italia peggiore.

## Tracce
1. C'eravamo tanto sbagliati – 6:24